# Naoki Kuriyama
Naoki Kuriyama (født 8. december 1990) er en japansk fodboldspiller, som spiller for den japanske fodboldklub Montedio Yamagata.